# MacGyver: Comoara pierdută a Atlantidei
MacGyver: Comoara pierdută a Atlantidei (1994) (denumire originală MacGyver: Lost Treasure of Atlantis) este un film de televiziune american regizat de Michael Vejar după un scenariu de Lee David Zlotoff și John Sheppard, cu Richard Dean Anderson, Brian Blessed și Sophie Ward în rolurile principale.

## Prezentate
MacGyver și fostul său profesor sunt pe rumele unor artefacte atribuite lui Solon, un om de știință din Grecia antică care era în căutarea comorii Atlantidei.

## Distribuția
- Richard Dean Anderson este Angus MacGyver
- Brian Blessed este Atticus
- Sophie Ward este Kelly Carson
- Christian Burgess este Lord Cyril Cleeve
- Oliver Ford Davies este profesorul Carson